# Saint-Martin-de-Bonfossé
Saint-Martin-de-Bonfossé es una población y comuna francesa, situada en la región de Baja Normandía, departamento de Mancha, en el distrito de Saint-Lô y cantón de Canisy.

## Demografía
| 501 | 504 | 455 | 517 | 551 | 500 |
| Para los censos de 1962 a 1999 la población legal corresponde a la población sin duplicidades (Fuente: INSEE [Consultar]) |     |     |     |     |     |